# Ayami Ikeba
Ayami Ikeba (Yokohama, 1959) è una pianista giapponese.

## Biografia
Nata in Giappone, ha intrapreso lo studio del pianoforte dapprima sotto la guida della madre, poi nella classe di Akiko Iguchi a Tokyo.
Nel 1974 si trasferisce a Monaco per studiare con Ludwig Hoffmann alla Hochschule für Musik München, dove si diploma appena maggiorenne. Prosegue poi gli studi con Karl-Heinz Kämmerling ad Hannover, Regina Smendzianka a Varsavia e Alfons Kontarsky al Mozarteum di Salisburgo.
All'età di 18 anni, nel 1977, vince il secondo premio al Concorso Busoni di Bolzano (primo premio non assegnato). La vittoria le apre la carriera internazionale e da quel momento si è esibita in recital e con orchestra nelle principali città europee, in Giappone, Australia, India, Cina e Sudafrica. È stata invitata a vari festival, quali Festival pianistico internazionale "Arturo Benedetti Michelangeli", Schleswig-Holstein Musik Festival, Münchner Biennale, Musik Triennale Köln e Festival Internacional de Inverno de Brasília.
Fra le collaborazioni più importanti in ambito cameristico si ricordano quelle con Alfons Kontarsky, Anne-Sophie Mutter e Wolfgang Schneiderhan, di cui è stata assistente a Lucerna.
Ha realizzato alcune incisioni discografiche distribuite internazionalmente, ha registrato per la radio in Giappone, Germania, Austria e Italia e ha inciso alcuni CD su pianoforte storico al Landesmuseum Innsbruck.
Dal 1999 insegna alla Universität für Musik und darstellende Kunst di Graz, in Austria.

## Discografia parziale
- 1998 – Gänsbacher: Music for piano duet -  Marlies Nussbaumer (Ferdinandeum)
- 2013 – Dvorak - Anne-Sophie Mutter (Deutsche Grammophon)